# Inondations de 2011 à Séoul
Inondations de 2011 à Séoul est une série d'inondations à la fin de juillet 2011 causées par de fortes pluies autour de Séoul, en Corée du Sud et de la région de Hwanghae du Sud en Corée du Nord. Les pluies intenses ont déclenché une série de crues soudaines et de glissements de terrain. Les dégâts s'élevèrent à plusieurs centaines de millions de dollars américain et à au moins 69 décès.

## Situation météorologique
Le 25 juillet, un creux frontal stationnaire, entre les anticyclones de Sibérie et du Pacifique Nord, apporte pluie et orages dont l'intensité est rehaussée par les montagnes de la péninsule coréenne. Il est tombé plus de 495 mm dans la région de Séoul en deux jours, soit l'événement le plus violent de ce type en juillet depuis 1907. Au total, ce sont 587 mm de pluie qui tombent dans la région après trois jours. En Corée du Nord voisine, principalement en Hwanghae du Sud, près de 100 km2 de terres sont aussi inondées.

## Impact

### Corée du Sud
Au moins 86 pannes de courant ont suivi les glissements de terrain, touchant 125 000 personnes. Plus de 11 000 Sud-Coréens ont été contraints d'évacuer,.
Le 26 juillet, un glissement de terrain a enseveli trois hôtels à Chuncheon, à l'est de Séoul, tuant 13 personnes de l'université Inha. Un glissement de terrain à Umyeon-dong a tué 18 résidents dans un immeuble. Les eaux de crue ont inondé les autoroutes et les voies du métro de Séoul, tandis que les ponts sur le fleuve Han étaient fermés.
Les dommages sont estimés à des centaines de millions de dollars. Les dommages causés aux véhicules automobiles ont atteint à eux seuls 38 millions de dollars le 28 juillet. Près de 978 ha de terres agricoles et plus de 10 000 maisons ont été inondées. L'infrastructure ferroviaire a été touchée, tandis qu'un analyste d'investissement sud-coréen s'attendait à ce que l'inflation économique atteigne 4,6 %.
Avant le 27 juillet, on rapportait au moins 49 morts et plus de 77 morts ou disparus,,. Le 27 juillet, le nombre de morts est passé à 69.

### Corée du Nord
En Corée du Nord, les décès et les dommages sont inconnus.

### Mines
Environ dix mines terrestres restant de la guerre de Corée et situées dans les environs du mont Umyeon ont été ensevelies par un glissement de terrain le 26 juillet et n'avaient pas été récupérées deux jours plus tard. Des explosifs ont également été balayés d'un dépôt de munitions à Yangju, au nord de Séoul, lorsqu'il s'est effondré sous le poids d'une coulée de boue. Un responsable militaire a déclaré que tous les explosifs, y compris des dizaines de mines terrestres, avaient été récupérés.